# Красивый (Тверская область)
 Красивый  — поселок в Максатихинском районе Тверской области. Входит в состав Рыбинского сельского поселения.

## География
Находится в северо-восточной части Тверской области на расстоянии приблизительно 10 км по прямой на север-северо-восток от районного центра поселка Максатиха.

## История
Поселок был отмечен уже на карте 1940 года как Дубровский лесоучасток. До 2014 года входил в Селецкое сельское поселение.

## Население
Численность населения: 29 человек (русские 86 %, карелы 14 %) в 2002 году, 13 в 2010.